# Lukasgillet i Lund
Ej att förväxla med äldre tiders skråliknande Lukasgillen

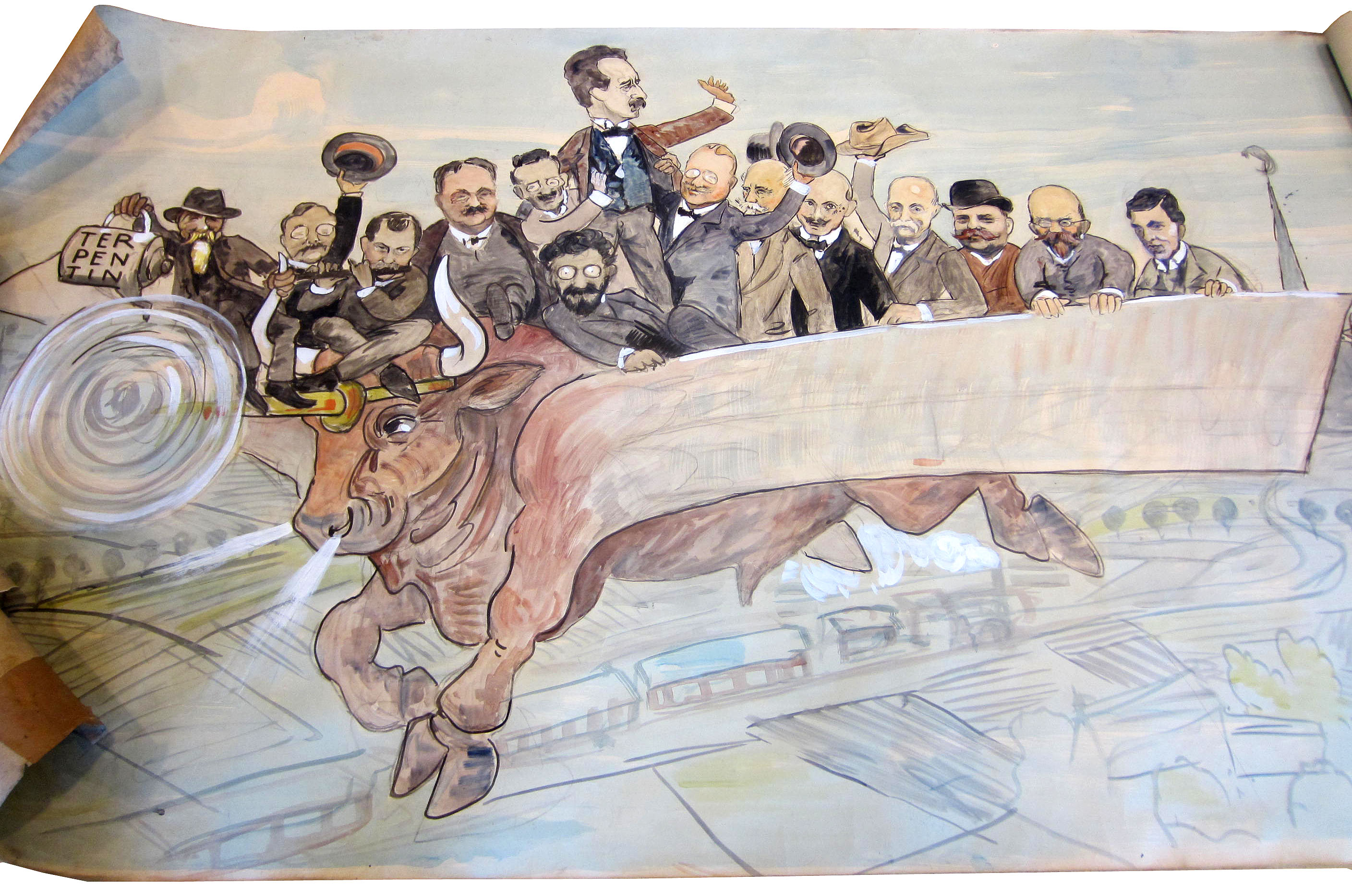
Exempel på plansch från Lukasgillet från 1910. Den första Öresundsflygningen illustreras som Lukasoxen med Lukasbröder ombord. I mitten domkyrkoarkitekt Theodor Wåhlin.

Lukasgillet i Lund stiftades 1898 av sju lundensare, bland dem konsthistorikerna Ewert Wrangel, Otto Rydbeck, Jöns Mårtensson, Sven Bengtsson och Axel Nilsson. Gillets målsättning ligger i namnet, ett traditionsuppföljande av gamla medeltida konstnärsgillen. Huvuduppgiften angavs vara " ... att hålla konstens fana öfver slätten". En tvångsfri samvaro i vänners  krets och med medlemsinslag hämtade bland skånska konstnärer, litteratörer, akademiker, museifolk och musiker. Endast män upptages i Lukasgillet och förslag att välja in även kvinnor "har hittills bemötts med förstrött intresse". Gillet sammanträder fyra gånger årligen varav det årliga Julgillet på Grand Hotel där man visar planscher med målade karikatyrer av gillesbröderna och händelser under året. Cirka 1500 planscher finns bevarade. 1899 utkom för första gången gillets publikation Finn. Gillet har även anordnat utställningar. 
För att fira sin 100-åriga tillvaro utgav Lukasgillet en illustrerad jubileumsskrift, redigerad av Anders W. Mårtensson, f.d. intendent på Kulturen.
Andra kända gillesbröder sedan begynnelsen är akademiritmästare Axel Hjalmar Lindqvist, konstnärerna Ernst Norlind och Sten Broman, professorerna i konsthistoria Ragnar Josephson, Aron Borelius, Oscar Reutersvärd och Sten-Åke Nilsson.